# 異夢迷城
《異夢迷城》是由Arrowiz開發，Prime Matter發行的一款角色扮演遊戲，於2023年3月10日在Steam、PlayStation 4、PlayStation 5、任天堂Switch、Xbox Series X/S及Xbox One平台發售。

## 遊戲內容
《異夢迷城》是一款3D冒險角色扮演遊戲，遊戲採用雙主角系統，玩家在遊戲中操控私家偵探「君」和驅魔師鍾馗。故事發生虛構未來城市「新都」，私家偵探「君」接到一個委托調差城內出現的神秘貨物「嗟来食」，期間被不明力量傳送到異世界「巢穴」，遇到怪物「禍潮」。在怪物襲來之時，驅魔師鍾馗就下了「君」。為了報恩，「君」決定幫助失憶的鍾馗找回過去的記憶，「君」負責在城市內收集情報，而鍾馗則負責在「巢穴」戰鬥。遊戲有兩套戰鬥系統，「君」利用鍾馗的力量，在收集情報時可以進入他人精神世界說服對方，說服方式為卡牌遊戲，隨著加入的隊友增加會獲得不同的卡牌；鍾馗在「巢穴」中的探索採用回合制戰鬥，探索隊伍全員使用一個生命值，發動技能不使用魔法值，而是用冷卻時間限制發動次數。

## 開發
《異夢迷城》是Arrowiz第三部作品，Zane擔任遊戲製作人，遊戲在立案之初，就打算全球發行，同時推出七國語言和三種配音，並登陸電腦及三大家用主機平台。製作團隊最早用了六個月時間完成一個只有戰鬥部分的遊戲演示，2020年初Arrowiz將遊戲演示提交騰訊WeGame扶持開發者的「翼计划」，引起了對方關注，2020年底雙方達成了合作，騰訊於2021年投資了該專案，Arrowiz後來又找了Koach Media（今Plaion）合作遊戲發行。為了完成專案，製作團隊從八人擴大到四十人，專案共耗資數千萬人民幣。
遊戲的整體風格源於一種受表现主义影響的電影風格黑色霓虹，遊戲場景設計參考了二十世紀初的上海街景，建築物細節則參考了同時期美國曼哈顿的装饰艺术。遊戲劇本方面，製作組用了大半年時間打磨創作主線，同時邀請了曾在漫威影业任職的敘事顧問審核劇本，確保劇本中使用的中國元素能被非華人所理解。玩法方面，主線的迷宮內容迭代了三次，每次耗費三個月，輔助性卡牌玩法則用了九個月設計及開發。

## 發行
2022年7月，Arrowiz首次公開《異夢迷城》，預告遊戲在2023年在Steam及家用主機平台發佈。Plaion旗下發行品牌Prime Matter在Steam新品節發佈《異夢迷城》的試玩版。2023年3月10日，遊戲正式登陸Steam、PlayStation 4、PlayStation 5、任天堂Switch、Xbox Series X/S及Xbox One平台，Prime Matter負責遊戲全球的發行工作。同年8月4日，遊戲推出首部追加下載內容「電子迷霧」。

## 評價
根據在Metacritic的匯總評分，媒體對遊戲的評價褒貶不一。《Fami通》、遊俠網、遊民星空、RPGFan等媒體都稱讚遊戲獨特的美術風格，其他內容的評價則較為負面。遊民星空評論員细拉直言遊戲「除了独特的超自然风格与美术设计之外，你在《异梦迷城》中几乎找不到什么亮点」。作為中國大陸少見的多平台同步發售主機遊戲，開發商Arrowiz獲得中國大陸遊戲媒體遊俠網、indienova、3DM和A9VG的肯定，3DM評論員和田表示儘管遊戲多個地方反應出開發商的「经验不足」，但也算是一次不錯的嘗試，是「一次好的开头」。
不少評論員認為遊戲風格類似女神異聞錄系列，泊君Parkman在indienova摘文表示兩者除了類似的卡通渲染風格，「内容推进方式和部分世界观设定」也有相似之處。遊戲玩法方面，《Fami通》、遊民星空和A9VG均稱該作是「大杂烩」，A9VG評論員Setsuka_Duki認為「玩法种类虽然多却并不足够精致」，每個玩法只有一個框架，缺乏細節打磨。回合制戰鬥部分，《游戏机实用技术》稱讚遊戲全隊成員使用一個生命值的設計，減少了培養角色難度。RPGFan、PlayStation Universe和A9VG也表示這種設計在傳統回合制戰鬥中增加了新的策略玩法，细拉則批評這種設計降低了容錯率。迷宮探索方面，indienova、A9VG、遊民星空和3DM均反應體驗不佳。卡牌遊戲方面，PlayStation Universe評論員直言這是遊戲中體驗最差的內容。细拉表示遊戲中只有特定劇情才有卡牌對戰，但是玩家無法得知對方卡牌組合。同時遊戲進程中能獲得大量新卡牌，玩家往往因為不熟悉卡牌組合而輸掉卡牌對戰。加上遊戲有輸三次後可以跳過卡牌對戰情節的選項，這也大大削減了玩家對卡牌遊戲的興趣。
遊戲世界觀設計方面，遊俠網和《Fami通》評論員都反應遊戲內術語過多，難以理解。泊君Parkman認為開發組無法很好地在遊戲中展示「庞大复杂」的世界觀，大量術語難以讓玩家代入到遊戲中，遊戲的演出和敘事節奏「质量参差且显得有些混乱」，消磨了他想了解遊戲的耐心。遊戲劇情方面，RPGFan評論員稱遊戲劇情高開低走，有一個吸引人的開頭，但是後繼無力。
遊戲介面設計方面，《Fami通》、indienova和3DM均批評體驗交互體驗不便利，切換不同頁面時，按鍵功能變更，缺乏連貫性，影響遊戲體驗。

## 外部連結
- 官方网站 （简体中文）